# Макарки
Макарки [maˈkarkʲi] — деревня в административном районе Гмина Гродзиск, в пределах Семятыченского повета, Подляское воеводство, на северо-востоке Польши. Расположена примерно в 3 км к юго-востоку от Гродзиска, в 17 км к северо-западу от Семятыче и в 67 км к юго-западу от региональной столицы Белостока.
В 1954-1959 годах село принадлежало и являлось резиденцией властей общины Макарки, после ее упразднения в громадскую общину. В 1975-1998 годах деревня административно относилась к Белостокскому воеводству.
Деревня расположена в 89,5 км к юго-западу от Белостока, в 16,5 км к северо-западу от Семятыче, в 4 км к югу от Гродзиска.
На въезде в деревню находится здание деревенской общины. На этом месте раньше была деревянная школа, которая функционировала до 1959 года. Позднее дети посещали школу в Рыбалтах, что в 2 км от села.  Учреждение в Рыбалтах просуществовало до 1983 года. В настоящее время деревня Макарки находится в районе Школьного комплекса в Гродзиске.
На выезде из села в сторону Гродзиска стоит бетонный постамент с крестом. Надпись, выполненная кириллицей, сообщает, что объект был установлен на этом месте 10 июня 1933 года тогдашней молодежью села. В селе есть еще несколько крестов с кириллическими надписями.
Православные жители села культивируют редкий в этом регионе обычай хождения по полям, который, по местной традиции, приходится на день католического праздника Тела Христова. В этот день торжественное шествие с хоругвями отправляется от церкви в Гродзиске, обходит поля и останавливается помолиться перед крестами, расположенными в селе.
Деревня находится в православном приходе святого Николая в Гродзиске и римско-католический приход Успения Пресвятой Богородицы в Гродзиске.
Макарки расположены в районе, где говорят на восточнославянских диалектах. Словообразование существительных из польско-русинского языкового пограничья близ Семятычей. Материал для этой работы был собран в 1978–1984 годах, т.е. в Макарке.
В поселке есть 120-метровая мачта SLR Макарки.

## История
Название села происходит от имени Макарий, характерного для православия. Вероятно, уже в 15 веке в Черной Черкевне была православная церковь, в которую входила и деревня Макарки.
В 1674 году в Макарках проживало 72 взрослых человека. В конце 18 века, когда владельцем деревни был Юзеф Каетан Оссолинский, в Макарках были пивоварня, постоялый двор, 31 крестьянский дом и 1 дом ремесленника.
В книге крещений православной церкви в Гродзиске за 1764–1774 годы фигурируют следующие фамилии жителей Макарки: Лажко, Музыко, Галганик, Бурачук, Вавжинюк, Кобус, Троцюк, Деманюк, Копец, Лисик, Чопюк, Орышко, Лазчук, Пайко, Бурак, Дмитрук, Шерсенюк, Балейко, Гросюк, Яросюк, Сачук, Курган, Король, Родчук, Хлебюк, Давидюк, Енджеюк.
В 1896 году в Макарках было 48 домов, в которых проживало 292 человека (148 мужчин и 144 женщины). В 1921 году в селе было 45 домов, в которых проживало 253 человека (207 православных, 29 римо-католиков и 17 евреев). По приходским летописям известно, что в 1938 году в Макарках проживало 353 православных человека.